# Family Fodder
Family Fodder est un collectif de post-punk britannique, originaire de Londres, en Angleterre. Il est influencé psychédélique, et formé autour d'Alig Fodder (Alig Pearce, John Pearce) en 1979. Ils sont cités dans la Nurse with Wound list, ils séparent dans les années 1990 puis se reforment, le NME décrit leur morceau Dinosaur Sex comme leur « classique post-punk oublié ».

## Biographie
Plusieurs EP et singles de Family Fodder suivent au label Fresh accompagnés de l'album Monkey Banana Kitchen, souvent avec la chanteuse française Dominique Levillain. Leurs singles les plus connus sont ceux ayant atteint les charts : Debbie Harry, Savoir Faire et Film Music. Sortent aussi les mini-albums Sunday Girls et Schizophrenia Party chez Fresh, et par la suite le double-album All Styles chez Jungle Records, que Trouser Press félicite pour son talent.
Après la sortie de la compilation, Savoir Faire: The Best of au label américain Dark Beloved Cloud, en 2000, une première incarnation de Family Fodder qui comprend Levillain se reforme pour enregistrer l'album Water Shed pour ce label. AllMusic le considère comme l'« un des meilleurs albums de réunion issu de la génération post-punk. »
En 2010, Family Fodder sort Classical Music qui fait participer Darlini, fille de Dominique Levillain. Il est suivi en 2013 par Variety. En 2014, le label allemand Staubgold démarre une série de rééditions vinyles et CD, qui commence par leur premier album, Monkey Banana Kitchen, suivi de Schizophrenia Party et Sunday Girls, accompagnées de morceaux bonus. En 2016, un EP intitulé Sex Works est annoncé chez Jungle Records, suivi de l'album Foreverandever.

## Discographie

### Albums studio
- 1979 : Sunday Girls (A Tribute To Blondie By Family Fodder And Friends) (EP 45t mini-album, Parole Records, Fresh Records)
- 1980 : Monkey Banana Kitchen (33 tours, Fresh Records)
- 1983 : All Styles (2x33 tours Jungle Records)
- 1984 : The Lo Yo Yo' (cassette-album, Calypso Now ; réédité en 1995)
- 2000 : Water Shed (Dark Beloved Cloud)
- 2008 : Idol Fodder (mini-album, Slender Means Society, States Rights Records)
- 2009 : Œdipus (In Poly Sons)
- 2010 : Classical Music (The state51 Conspiracy Ltd)
- 2010 : Variety (The state51 Conspiracy Ltd)
- 2018 : Easy Listening (Not) (Furniture Records)

### EP et singles
- Frank Sumatra and the Mob' Te Deum, Maxi 45t, Small Wonder Records, 1979
- Playing Golf (With My Flesh Crawling), 45t, Parole Records, Fresh Records, 1979
- Savoir Faire, 45t, Fresh Records, 1980 et Crammed Discs, 1980
- Debbie Harry, 45t, Fresh Records, 1980
- Warm / Desire, 45t, Parole Records, Fresh Records, 1980
- ScHiZoPhReNiA pArTy !, Maxi 45t, Fresh Records, 1981
- Film Music, 45t, Fresh Records, 1981
- The Big Dig, 45t, Fresh Records, 1982
- Coral, 45t, Jungle Records, 1982
- Professor Zoom (Alig=Johnny Human, Mick Hobbs, Sam Alexander, Rick Wilson, Graham Painting, Professor Zoom) , Urban Menace/1965, Alligator Discs, 1994
- Tender words, CD single, Dark beloved cloud, 2002
- Alig Fodder, Alphabet Series Q, 45 tours, Tomlab, 2007
- Singularity 1/Love Is Like A Goat, CD édition limitée, The state51 Conspiracy Ltd, mars 2011 (Le premier d'une série annoncée de 12 pour l'année 2011, 6 en réalité)
- Singularity 2/Sitting In A Puddle, CD édition limitée, The state51 Conspiracy Ltd, avril 2011
- Singularity 3/Hippy Bus to Spain, CD édition limitée, The state51 Conspiracy Ltd, mai 2011
- Singularity 4/The pain won’t go, CD édition limitée, The state51 Conspiracy Ltd, juin 2011
- Singularity 5/Why were you wearing the moon?, CD édition limitée, The state51 Conspiracy Ltd, juillet 2011
- Singularity 6/The moon told me so, CD édition limitée, The state51 Conspiracy Ltd, août 2011
- DJ Katface / Kommissar Hjuler und Frau', Pragmatix (4 titres, 60 minutes, CDR 11 exemplaires, Asylum Lunaticum (Allemagne) et cassette, 88 exemplaires, Nagranie Brutalnie Domowy (Pologne))

### Compilations et splits
- Greatest Hits, 33 tours, Compañía Fonográfica Española, 1981 et Crammed Discs, 1981
- The Lo Yo Yo / Look de Bouk - Double Dog Dare, Summer '84, Cassette-album, Calypso Now, 1984
- Savoir Faire : The Best of, CD, Jungle Records, 1998
- More Great Hits!, 2xCD, Jungle Records, 2008